# Posev, Silistra
Posev (în bulgară Посев, în română Echingic) este un sat în comuna Kainardja, regiunea Silistra, Dobrogea de Sud, Bulgaria. 
Între anii 1913-1940 a făcut parte din plasa Curtbunar a județului Durostor, România. 

## Demografie
Componența etnică a satului Posev
     Turci (83,13%)
     Bulgari (15,06%)
     Nicio identificare (1,8%)
     Altele (0%)
La recensământul din 2011, populația satului Posev era de 166 locuitori. Din punct de vedere etnic, majoritatea locuitorilor (83,13%) erau turci, cu o minoritate de bulgari (15,06%). Pentru 1,8% din locuitori nu este cunoscută apartenența etnică.